# Janusz Leśniak
Janusz Leśniak (ur. 12 czerwca 1947 w Krakowie) – polski artysta fotograf, znany jako autor zdjęć ze swoim cieniem, nazywanych leśniakami. Pierwsze takie fotografie powstały w latach 60. i 70. Od połowy lat 80. już stale fotografuje swój cień. W całym jego dorobku artystycznym ta twórczość jest zdecydowanie najobszerniejsza i najbardziej znacząca. Dyplom Związku Polskich Artystów Fotografików (ZPAF) otrzymał w 1977. Mieszka i tworzy w Krakowie.

## Życiorys
Pierwszą fotografię z cieniem, które nazwano później leśniakami wykonał na plaży w Warnemünde jako 17-latek w 1964. W 1965 zdobył 1. nagrodę na I Miejskim Konkursie Fotografii Szkolnej w Krakowie za ekspresyjne portrety dzieci. Maturę uzyskał w 1966. W 1967 zaczął pracować jako asystent, a następnie jako operator filmowy w TVP Kraków (do 1969). Realizował tam głównie reportaże filmowe, m.in. z Maciejem Szumowskim przy pierwszym jego filmie Osielec oraz późniejszym cyklu – Polska zza siódmej miedzy. W 1968 podczas realizacji filmu o turystyce do publicystycznego programu telewizyjnego, jako pierwszy sfilmował autentyczną wyprawę ratowniczą GOPR-u w Tatrach.
W 1969 ożenił się z Anną Witowską. W 1970 urodził się ich syn Daniel, późniejszy artysta malarz (ASP Kraków, dyplom 1994).
Następne fotografie z cieniem powstały w Krakowie w 1972, a kolejny cykl w 1977 podczas podróży z kilkumiesięczną wyprawą naukową Polish Student’s Expedition Africa-Hydrotrop 77, The Stanislaw Staszic University of Mining and Metallurgy Cracow 1977.
Dla fotografii z cieniem a później z mandalą jedną z ważniejszych inspiracji była myśl C.G. Junga, z którą zetknął się w 1977
W latach 80. rozpoczął współpracę z Pracowniami Sztuk Plastycznych oraz krakowską Desą, dla których pracował przy stałej ekspozycji w Muzeum Auschwitz–Birkenau, wykonał stałą wystawę do Muzeum Zamku w Dębnie oraz wiele prac dla Społecznego Komitetu Odnowy Zabytków Krakowa.
W 1987 został zaproszony ze swoją indywidualną wystawą Krajobrazy wewnętrzne (Interior Sites) przez Gallery TPW w Toronto. Podczas pobytu w Kanadzie prezentował polską fotografię współczesną, m.in. prace Zofii Rydet, Jerzego Lewczyńskiego, Andrzeja Zygmuntowicza i kilkunastu innych autorów w Ryerson University i OCAD University (dawniej Ontario College of Art) w Toronto, Centre de la photographie VU w Quebec oraz w Concordia University w Montrealu.
W 1987 w Nowym Jorku spotkał się z dyrektorem Departamentu Fotografii Museum of Modern Art, Johnem Szarkowskim (znającym wcześniej jego prace), który podjął decyzję o przyjęciu 24 fotografii Leśniaka do kolekcji MoMA (następne 2 prace fotografa do zbiorów MoMA włączył w 2008 późniejszy dyrektor Departamentu Fotografii – Peter Galassi).
W latach 80., 90. i później pracował nad fotografiami z cieniem. Zbiegło się to w czasie z przechodzeniem od fotografii tradycyjnej, gdzie zdjęcia wykonywał na negatywach, a odbitki w ciemni, do fotografii cyfrowej, która zmieniła całkowicie technikę pracy.
W roku 2003 i 2004 zrobił zdjęcia do albumu Kazimierz, który ukazał się w 2004 z tekstem Olgiedra Budrewicza.
Nawiązał współpracę z magazynem „Miesiąc w Krakowie”, gdzie cyklicznie prezentowana była jego twórczość (2004–2007). Rozpoczął realizację serii zdjęć w Krakowie, związanych tematycznie z kulturą i sztuką. Były to koncerty muzyki poważnej i jazzowej w kościołach, zabytkowych wnętrzach, hucie stali, kopalni soli, filharmonii oraz spektakle teatralne. Wykonał szereg portretów wybitnych ludzi sztuki.
W 2008 rozpoczął nowy cykl fotografii z cieniem, które nazwał mandalami.
W „Domu Fotografii” w Popradzie na Międzynarodowych Warsztatach Fotografii prowadził zajęcia pt. Magiczny Krajobraz, (2002). We Wrocławiu w Szkole Międzynarodowego Forum Fotografii „Kwadrat” prezentował swoją twórczość oraz najnowsze technologie związane z przygotowaniem fotografii kolekcjonerskich (2008). W Krakowskiej Akademii im. Andrzeja Frycza Modrzewskiego prowadził wykłady o fotografii kolekcjonerskiej – kierunek Rynek Sztuki i Antyków (studia podyplomowe) w 2008/2009. Od 2010 do 2012 prowadził warsztaty fotograficzne organizowane przez Stowarzyszenia: Absolwentów Akademii Dziedzictwa MCK w Krakowie i Terra Artis Lanckorona.
W 2012 rozpoczął realizację nowego, autorskiego projektu leśniaków – Hommage à Eugène Atget fotografując paryskie ogrody: Jardin du Carrousel, Jardin des Tuileries, Jardin du Luxembourg.
Joan Miró i Antoni Gaudí to artyści, których sztuka zainspirowała go bezpośrednio do stworzenia hiszpańskiego cyklu leśniaków i leśniaków-mandali (2014). Fotografie te powstawały w otwartych przestrzeniach i we wnętrzach Barcelony (parki i ogrody, ulice i place, obiekty sakralne i fragmenty architektury). Wykonał zdjęcia do kolejnego filmu z cyklu Człowiek jest snem cienia.

## Twórczość
W latach 70. uprawiał fotoreportaż i portret, które przedstawiały ludzi w ich naturalnym otoczeniu, głównie poza ośrodkami wielkomiejskimi. Zdegradowany krajobraz miejski, wiejski oraz poprzemysłowy były tematem szeregu innych prac wykonywanych w ramach cyklu ekologicznego. W tym okresie pojawiły się serie prac, z których każda składała się z kilku ujęć tworzących narrację. Zdjęcia były wykonywane w plenerze, byli obecni na nich ludzie w rzeczywistych, niearanżowanych sytuacjach.
W 1979 wykonał cykl zdjęć Krakowa – ulic i budynków centrum miasta. Fotografie te zestawił z XIX w. widokami „zdjętymi” z tych samych miejsc przez Ignacego Kriegera i jego rodzinę.
Osobnym rozdziałem twórczości tego okresu są akty kobiece we wnętrzu. Fotografował je, dodatkowo deformując optycznie jeszcze w trakcie wykonywania zdjęć. Prace te były swobodną transformacją głównego motywu, będącego tutaj pretekstem dla powstania określonych kompozycji (Sublimacje).
W latach 70. i 80. realizował cykl Krajobrazy wewnętrzne – fotografie fragmentów otoczenia o specyficznym, surrealnym klimacie. Cechą tych obrazów był brak na nich postaci człowieka. Innym wyróżnikiem wielu z nich była obecność cieni elementów przyrody i fragmentów architektury. Fotografie te wystawiane i często publikowane w kraju i zagranicą stanowiły wyraźną zapowiedź twórczości, która skupiła się później wyłącznie na tworzeniu leśniaków.
Początkowo były to zdjęcia czarno-białe tworzone głównie w krajobrazie naturalnym i wykonywane na negatywach w formacie kwadratu. Leśniak fotografował tak swój cień m.in. w okolicach Krakowa (1985 i 1986), w Toronto i Nowym Jorku (1987) oraz w miejscowościach południowej Polski (1987–1994).
Od 1989 przez wiele lat powstawały leśniaki w ogrodzie wiejskim w Gwoźdźcu. W 1993 robił tam zdjęcia ze swoim cieniem na „natychmiastowych” materiałach Polaroid do kolekcji firmy. W procesie tym otrzymywał, powstające równolegle: czarno-białe negatywy i odbitki. W tym samym roku wykonał pierwsze fotografie barwne ze swoim cieniem.
Kolejnym etapem był cień w krajobrazie kształtowanym przez człowieka. W 1995 (oraz później – w 2011) fotografował w ogrodach Elżbiety i Krzysztofa Pendereckich w Lusławicach, następnie w ogrodach Łańcuta (także we wnętrzach zamkowych), Baranowa Sandomierskiego, Żelazowej Woli, Krasiczyna i innych (do 2001).
Przejście w połowie pierwszej dekady XXI w. do fotografii cyfrowej oraz zmiana sprzętu i optyki zaowocowały innymi sposobami przedstawiania cienia wprojektowanego w otoczenie.
W 2008 Leśniak rozpoczął prace nad cyklem fotografii, gdzie końcowy obraz powstaje (podobnie jak w całej jego twórczości) przede wszystkim podczas fotografowania, gdy używa m.in. zmiennej ogniskowej aby osiągnąć zauważalny ruch, intensywność barwy i większą dynamikę kompozycji. Były to mandale.
Bezpośrednią, choć nie jedyną inspiracją dla ich powstania, było zetknięcie z fotografiami wykonanymi przez Kosmiczny Teleskop Hubble’a, które od lat 90. publikowała NASA.
Wyraźnie mandaliczne kształty występowały u niego już wcześniej w czarno-białych przetwarzanych aktach (Sublimacje, 1973) oraz w cyklu Kaleidoscope – fotografiach o wyrazistym kształcie i kolorze (lata 90. i 10. XXI w.).
Koncepcja tych prezentacji była bliska konstrukcji świata i miejsca człowieka według wielu kultur i religii świata (m.in. kultury Wschodu i Chrześcijaństwa) oraz psychologii Carla Gustava Junga, który uważał, że mandala jest symbolem i miejscem Jaźni (w religii – obrazu Boga) oraz gry światła i cienia, czyli wizualizacji procesu oczyszczenia.
2013 to początek okresu, w którym zaczął tworzyć leśniaki-mandale w nowych kształtach i strukturach, o wyrazie fotografowanych miejsc odmiennym niż dotychczasowe przedstawienia w latach 2008 – 2012. Leśniaki-mandale są syntezą twórczości artysty, która ujawnia podstawową zasadę całej fotografii.
Prace te przez strukturalną zmianę obrazowania i idącą za tym nową formę przedstawiania, skierowały go do następnego etapu twórczości – realizacji filmów autorskich. W 2014 zaczyna tworzyć filmy o powstawaniu i metamorfozach cienia i mandali w nowej, onirycznej rzeczywistości, o zróżnicowanym wyrazie i dynamice.
Cała najnowsza twórczość powstająca jako animacje filmowe wzięła swój początek w twórczości fotograficznej, która jest podstawowym i najważniejszym tworzywem dla tych wizualizacji.
Animacje Człowiek jest snem cienia nie posługują się typową narracją jako formą opowiadania przebiegającego w czasie, lecz następstwem obrazów bez początku i końca oraz swobodną ich kompozycją. Przebieg obrazów nie ma natury liniowej, lecz charakter kołowy lub cykliczny. Ważną składową tych wizualizacji jest warstwa dźwiękowa, głównie muzyczna. Autor łączy je z różnymi jej rodzajami.
W trakcie seansów filmowych występują muzycy z koncertami na żywo: Arkadiusz Krupa i Michał Nagy oraz Piotr Domagała i Oleg Dyyak.
Autorami muzyki w animacjach filmowych są: Michał Lorenc, Janusz Bielecki, Michał Woźniak i Steve Roach.
W 2016 Leśniak wykonał po raz pierwszy fotografie mandali, w których nadał cieniowi nowe funkcje oraz uzupełnił obserwacje natury o odmienny niż do tej pory sposób postrzegania jej fragmentów podczas fotografowania. Związane jest to z nowym projektem jaki rozpoczął.

## Prace w zbiorach
wybór
- Muzeum Historii Fotografii w Krakowie
- Muzeum Sztuki w Łodzi
- Muzeum Narodowe w Krakowie
- Muzeum Narodowe we Wrocławiu
- Muzeum Historyczne miasta Krakowa
- Museum of Modern Art MoMA New York
- Museum of Fine Arts Houston
- Bibliothèque nationale de France Paris
- Centre of Photography Geneve
- Polaroid Collection Cambridge
- New Orleans Museum of Art NOMA New Orleans
- Canadian Museum of Civilization Gatineau/Ottawa
- Kolekcje prywatne w Polsce i na świecie

## Wystawy indywidualne
wybór
- Janusz Leśniak, Wystawa Fotografii, pokazy leśniaków-mandali hiszpańskich oraz animacji filmowych: TANIEC. Człowiek jest snem cienia, muz. Michał Lorenc prod. Centrum Nauki Kopernik w Warszawie, LAS. Człowiek jest snem cienia, muz. Janusz Bielecki. Prezentacja prozy poetyckiej Andrzeja Saja inspirowanej fotografią Leśniaka i promocja książki Gest Orfeusza, mia ART GALLERY, Wrocław 2017[42]
- Janusz Leśniak, Wystawa fotografii leśniaków-mandali, reż. Widowiska Sen Cienia z muzyką na żywo do filmowych wizualizacji leśniaków-mandali hiszpańskich i polskich oraz animacji filmowych z cyklu Człowiek jest snem cienia, Fundacja i Agencja Artystyczna GAP, Centrum Wystawienniczo-Kongresowe, Opole 2016
- Janusz leśniak, Wystawa Fotografii Sen Cienia, filmowe wizualizacje: leśniaki-mandale hiszpańskie oraz polskie z muzyką na żywo; animacje filmowe z cyklu Człowiek jest snem cienia, 42. Sympozjum Naukowe GAP UEK, Fundacja i Agencja Artystyczna GAP, Szczyrk 2016
- Janusz Leśniak, Wystawa Fotografii leśniaki-mandale, projekcja filmu LAS. Człowiek jest snem cienia, muz. Janusz Bielecki, 41. Sympozjum Naukowe GAP UEK, Fundacja i Agencja Artystyczna GAP, Zakopane 2015
- Janusz leśniak, reż. Koncert dla Tadzia - Metamorfozy Cienia z projekcją animacji filmowych autora. Fundacja im. T. Gardziela, Fundacja i Agencja Artystyczna GAP, Dębica 2015
- Janusz Leśniak. Tajemnica mandali / The Secret of the Mandala. Fotografie, kurator Joanna Gościej-Lewińska, II Festiwal Sztuki, Galeria Centrum NCK Kraków 2014
- Janusz Leśniak. Premierowy pokaz autorskich filmów z cyklu Człowiek jest snem cienia / Humanity is the dream of a shadow: Opera, Aqua, Kaleidoscope, Taniec, Lot oraz Jordan, z muzyką na żywo nimi inspirowaną (kompozytorzy i wykonawcy: Piotr Domagała i Michał Nagy), II Festiwal Sztuki NCK Galeria Centrum, Kraków 2014
- Janusz Leśniak. Fotografia (leśniaki-mandale), Pałac Sztuki TPSP, Towarzystwo Przyjaciół Sztuk Pięknych Kraków, 2012
- Janusz Leśniak. Człowiek jest snem cienia. Kuratorzy: Susanne i Michał Nagy, Galeria Dom Golonki, Lanckorona 2012
- Janusz Leśniak. Człowiek jest snem cienia, Galeria Biura Wystaw Artystycznych BWA, Jelenia Góra 2011
- Janusz Leśniak. Człowiek jest snem cienia, Galeria Centrum Fotografii Domek Romański, Wrocław 2010
- Janusz Leśniak. Człowiek jest snem cienia, kuratorzy: Marek Janczyk, Andrzej Zygmuntowicz Stara Galeria ZPAF, Warszawa 2010
- Janusz Leśniak. Sen cienia, kurator Roman Kutera, Galeria Sztuki Najnowszej MOS, Gorzów Wielkopolski 2010
- Janusz Leśniak. Człowiek jest snem cienia, kurator Marek Janczyk, Muzeum Historii Fotografii im. Walerego Rzewuskiego, Kraków 2009–2010
- Tajemnica. kurator Marek Grygiel, Centrum Sztuki Współczesnej / ZPAF „Mała Galeria”, Warszawa 2003
- Leśniak – Smuga słońca, kurator Janina Górka-Czarnecka, Galeria „Artemis”, Kraków 1999
- Janusz Leśniak. Cień w krajobrazie, kurator Janusz Nowacki, Galeria „pf” CK Zamek, Poznań 1997
- Janusz Leśniak. Dziedzictwo Kultury, Międzynarodowa Konferencja KBWE, kurator Bogna Dziechciaruk-Maj, Kraków 1991
- Janusz Leśniak. Photography, Circolo Artistico, Ortisei (Bolzano) 1990
- Leśniak. Galeria Desa/ZPAF Kraków 1988
- Janusz Leśniak. Fotografie, kurator Krystyna Łukasiewicz, BWA Zamek Książąt Pomorskich, Szczecin 1988
- Interior Sites. Janusz Leśniak, kuratorzy: David Hlynsky, Susan King, TPW The Photography Gallery, Toronto 1987
- Janusz Leśniak. xxx, kurator Jerzy Olek, Galeria Foto-Medium-Art, Wrocław 1987
- Janusz Leśniak. Fotografie, kurator Jerzy Lewczyński, Galeria ZPAF, Katowice 1987
- Janusz Leśniak. kurator Ryszard Bobrowski, Galeria Klubu Hybrydy, Warszawa 1986
- On the Border. „Idée” Gallery, Toronto 1984
- Sublimacje. Galeria Klubu Dziennikarzy „Pod Gruszką”, kurator Lidia Żukowska, Kraków 1974 (pierwsza indywidualna wystawa autora)

## Wystawy grupowe
wybór
- Screen & Sound Fest. - Let's see the Music 2016, nominacja: Lot. Człowiek jest snem cienia, reż. Janusz Leśniak, muz. Michał Woźniak, Fundacja Bielecki Art Kraków 2016
- XXVIII Aukcja Dzieł Sztuki Fundacja Synapsis, Artinfo.pl, DA Rempex, Muzeum Narodowe, Warszawa 2016
- 13. Warszawskie Targi Sztuki, Galeria Artemis, Zamek Królewski Warszawa 2015
- Animator, 8. Międzynarodowy Festiwal Filmów Animowanych, Wydarzenie Specjalne - Aqua. Człowiek jest snem cienia, reż. Janusz Leśniak, muz. Marek Wilczyński, współpraca Daniel Leśniak, Estrada Poznańska, Poznań 2015
- Niebieska Flasza. Piktorialny Walor Fotografii (Henryk Mikolash, guma 1914), kurator Adam Sobota, Muzeum Narodowe Wrocław 2015
- Tozsamość/Identités plurielles, Galeria Sztuki Współczesnej Włocławek 2015 i Galeria BWA i UP Piła 2015
- Galeria Sztuki GAP Agencji Artystycznej UEK. Otwarcie stałej ekspozycji malarstwa, fotografii, grafiki, rzeźby i innych dzieł z kolekcji galerii GAP, Kraków 2014
- Screen & Sound Fest. – Let'see the music 2014, Janusz Leśniak: Człowiek jest snem cienia – Humanity is the dream of a shadow – nominacja w kategorii film animowany, do muzyki Janusza Bieleckiego – Polska Filharmonia Bałtycka im. Fryderyka Chopina w Gdańsku, Ernst van Tiel, dyrygent. Fundacja Bielecki Art Kraków
- IPA 2014, Lucie Foundation Los Angeles, Janusz Leśniak zestaw fotografii Paris – La Défense 2012 : Honorable mention, category Professional Architecture
- Tożsamość – Identités plurielles – Stowarzyszenie Odin, Konsulat Generalny Republiki Francji w Krakowie, MCK Międzynarodowe Centrum Kultury Kraków, 2014
- Identités plurielles / Toż samość – kuratorzy Joël Delaine, Lucienne Smagala, Leszek Żebrowski, Musée des Beaux-Arts, Mulhouse (Francja) 2014
- 8.Biennale Fotografii, Instant Curiosities – kurator Witold Kanicki (Polaroid w polskiej fotografii) Galeria Miejska Arsenał, Poznań 2013
- 100 miliardów za upadek sztuki, kuratorzy: Iwona Terlikowska i Leszek Czajka, Galeria Wizytująca, Warszawa 2010.
- Fotografia Kolekcjonerska (wystawy i aukcje) Artinfo.pl/Rempex, Galeria Sztuki Współczesnej, Warszawa 2003, 2005, 2007, 2008, 2009, 2010, 2016
- Olhar e finger. FOTOGRAFIAS DA COLEÇÃO M+M AUER, kuratorzy: Eder Chiodetto i Elise Jasmin, São Paulo Museu de Arte Moderna MAM São Paulo, 2009.
- Biennale Fotografii, kurator Krzysztof Jurecki, Galeria Miejska Arsenał/Galeria Stary Browar, Poznań 2009.
- Marzyciele i świadkowie. Fotografia polska XX wieku, Miesiąc Fotografii w Krakowie, Muzeum Narodowe – Arsenał, kurator Wojciech Prażmowski, Kraków 2008.
- 100 Years of Polish Photography from the Collection of Muzeum Sztuki in Łódź/XX Wiek w Fotografii Polskiej z Kolekcji Muzeum Sztuki w Łodzi, kuratorzy: Krzysztof Jurecki, Ewa Gałązka, Hitoyasu Kimura; 1) Shoto Museum of Art, Tokyo 2006, 2) Niigata City Art Museum, Niigata 2006.
- Ja-Inni: Auto-portret fotografii, kurator Andrzej Saj, 1) Galeria BWA, Jelenia Góra 2004; 2) Galeria FF, Łódź 2005; 3) Galeria pf, Poznań 2005; 4) Galeria Domek Romański, Wrocław 2005.
- Wokół Dekady. Fotografia Polska lat 90, kuratorzy: Krzysztof Cichosz, Krzysztof Jurecki, Adam Sobota, 1) Muzeum Sztuki i Galeria FF, Łódź, 2) Muzeum Narodowe, Wrocław 2002.
- Międzynarodowe Triennale Grafiki w Krakowie 2000, Most do przyszłości: Kraków, Graz 2000; Norymberga 2000, 2001.
- Schwarz auf Weiß, Haus der Photographie, Hannover 2001.
- Bliżej Fotografii, kurator Andrzej Saj, 1) Galeria BWA Jelenia Góra 1996, 2) Galeria „Pusta” Katowice 1996, 3) CK Zamek Galeria Fotografii „pf” Poznań 1996, 4) BWA Galeria „Awangarda” Wrocław 1997.
- 2. Biennale Fotografii, kurator Andrzej Saj, Galeria Miejska Arsenał, Poznań 2000.
- Pejzaż Końca Wieku II, kurator Janusz Nowacki, CK Zamek Galeria „pf” Poznań 2000.
- Konfrontacje Fotograficzne, kurator Marian Łazarski, Gorzów Wlk., Galeria GTF 1990.
- Spojrzenia/Wrażenia – Fotografia polska lat osiemdziesiątych ze zbiorów Muzeum Sztuki w Łodzi, kurator Urszula Czartoryska, Muzeum Sztuki, Łódź 1989.
- Elementarność Fotografii, kurator Jerzy Olek, Galeria BWA, Wrocław 1989.
- Fotografia polska lat 80-tych. Osobowości – tendencje, kurator Henryk Kuś, Muzeum Okręgowe, Biała Podlaska 1989.
- Polish Perceptions – Ten Contemporary Photographers 1977–1988, kuratorzy: Urszula Czartoryska, Laura Hamilton: 1) Collins Gallery, Glasgow 1988; 2) Aberdeen Art Gallery, Glasgow 1989 ; 3) Kirkcaldy Museum, Glasgow 1989.
- 5. International Triennial Exhibition of Photography, Museum of Art and History, Fribourg 1988.
- Elementární fotografie – Deset polských fotografů, kurator Jerzy Olek, Galeria Stará Radnice, Brno 1988.
- Fotografia, Wystawa z okazji 40-lecia ZPAF, kurator Janusz Fila, Galeria Zachęta 1987 Warszawa.
- Ochrona Środowiska Człowieka, miesięcznik „Aura”/ZPAF, Kraków 1977 (1. nagroda).
- 4 Ogólnopolski Salon Fotografii Artystycznej Apollo 75, Galeria BWA, Olsztyn 1975 (Grand Prix).
- Ochrona Środowiska Człowieka II, miesięcznik „Aura”/ZPAF, Kraków 1975 (1. nagroda).
- 2 Ogólnopolska Wystawa Fotografii Artystycznej W polskim słońcu, Galeria BWA, Bydgoszcz 1975 (1. nagroda).
- 5 Międzynarodowy Salon Wenus 74, Galeria KTF, Kraków 1974 (1. nagroda za eksperyment).